# Paulino de Aquilea
Paulino de Aquilea (en latín, Paulinus Aquileiensis; Premariacco, provincia de Udine, 726 - Friul, 11 de enero de 802), fue un hombre de Iglesia, teólogo y poeta italiano, patriarca de Aquilea a finales del siglo VIII. Fue canonizado por la Iglesia Católica, se conmemora el 11 de enero.
Paulino de Aquilea es una de las fuerzas impulsoras del Renacimiento carolingio.

## Biografía
Nacido en el ducado del Friul, puede ser de origen lombardo. No se sabe nada de su juventud y sus años de formación, pero su trabajo muestra que recibió una sólida educación clásica y cristiana.
Su nombre aparece en 776 en un acto de transferencia de tierras a su favor por Carlomagno, donde se le indica como maestro de gramática ("grammaticae magister"). Formó parte, desde 782, junto a Alcuin, del círculo de eruditos de la corte franca, donde llevaba el sobrenombre de "Timoteo".
En 787, Carlomagno lo nombró obispo de Aquilea, en el Friul. Estuvo involucrado en la reforma de la iglesia y en la lucha contra la herejía adopcionista que tendía a ver en Jesucristo al hijo adoptivo de Dios. Sus escritos polémicos lo convierten en un defensor de la ortodoxia. Su actividad patriarcal fue fundamental en la región del Friul durante los años difíciles de la transición de la dominación lombarda a la dominación franca.
Participó en los concilios de Aquisgrán (789), Ratisbona (792) y Fráncfort (794).

## Obras

### Tratados teológicos
- Libellus sacrosyllabus, breve tratado polémico contra el adopcionismo;
- Contra Felicem, tres libros, refutación del adopcionismo;
- Liber exhortationis o Liber de salutaribus documentis, escrito antes de 799, escribió para Eric del Friul: fue el primer "espejo de príncipes" en la Edad Media.

### Poemas
Se le atribuyen una docena de textos, de los cuales tres son ciertamente de él:
- Regula fidei, profesión de fe personal;
- Versus de Herico duce, canción fúnebre en honor de Eric del Friul, muerto en 799 luchando contra las poblaciones paganas del sureste de Liburnia;
- Versus de Lazaro, poema sobre la resurrección de Lázaro de Betania;

Se le atribuye el himno sobre el amor de Dios:
- Congregavit nos in unum Christi amor, con el estribillo: Ubi caritas est vera, Deus ibi est.